# Крочони (Верона)
Крочони је насеље у Италији у округу Верона, региону Венето.
Према процени из 2011. у насељу је живело 104 становника. Насеље се налази на надморској висини од 110 м.